# 체스 규칙

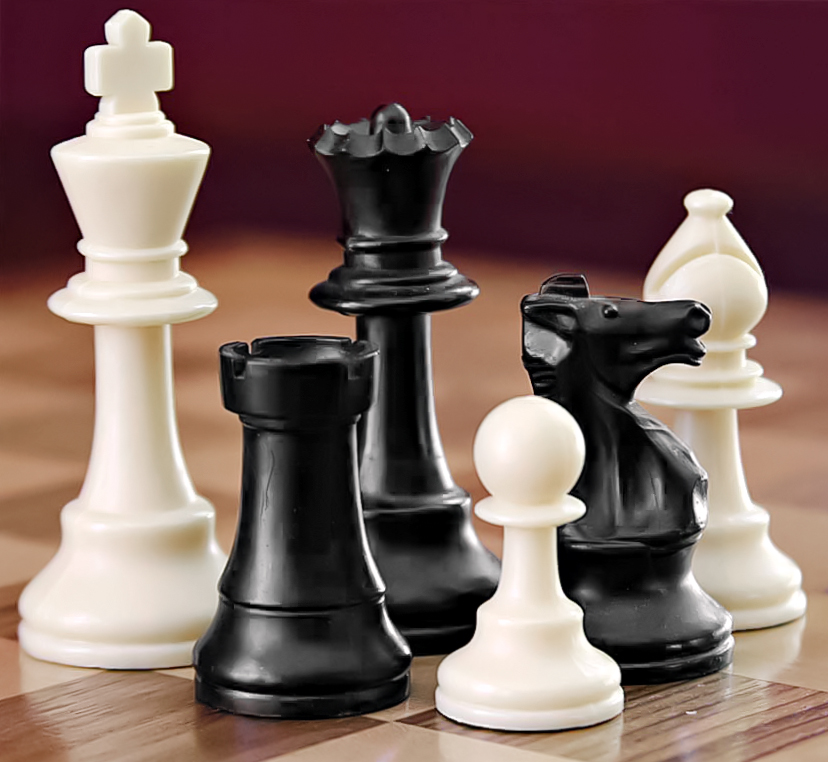
여섯개의 체스 기물의 모습. 왼쪽부터 킹, 룩, 퀸, 폰, 나이트, 비숍이다.

체스 규칙이란 보드게임 체스를 두고 진행하는데 필요한 규칙들이다. 체스의 기원에 대해서는 논란이 있지만, 현대 체스 규칙들의 모태는 중세시대부터 틀이 잡혀 전해져 내려온다. 지역에 따라 규칙이 조금씩 다르기도 했고, 시간이 흐름에 따라 규칙들이 조금씩 바뀌어 왔지만 19세기에 이르러서 현재 세계 체스 연맹(FIDE)에서 인정하는 공식 규칙들과 동일해졌다. 현재, 거의 모든 공식 대회에서는 세계 체스 연맹(FIDE)의 규칙을 따르고 있으나, 각 국가별 체스 협회에서 특수한 목적을 위해 규칙을 변경해서 대회를 여는 경우도 있다.
체스는 두 사람이 체스보드에서 각각 6종류로 이루어진 기물(말) 16개를 가지고 하는 보드게임이다. 같은 종류의 기물들은 서로 같은 행마법을 가지며 서로 다른 기물은 서로 다른 행마법을 가진다. 체스 경기의 목적은 상대를 체크메이트하는 것인데, 이는 상대방의 킹을 공격하여 상대방의 킹이 잡힐 수 밖에 없는 상황을 만드는 것이다. 하지만 체스가 항상 체크메이트로 끝나는 것은 아니다. 선수들은 자신이 패배할 것이라고 확신하는 경우 기권하는 경우가 더 많다. 하지만 옮겼을때 체크거나 갈수 없는 구역이면 원래자리로 돌아갈수 있다.
체스의 규칙은 행마법과 경기 진행 및 종료에 관한 것 뿐만 아니라 제한시간, 체스보드와 기물의 크기/종류에 대한 규정, 기보를 적는 방법, 선수들 사이의 예의 등 다양한 영역에 대한 규칙이 존재한다. 또한, 공식 경기에서 부정행위나 규칙에 어긋나는 일이 있었을 때에 대한 규칙 또한 규정되어 있다.

## 경기 준비
|   | a | b | c | d | e | f | g | h |   |
| 8 | a8 black rook · b8 black knight · c8 black bishop · d8 black queen · e8 black king · f8 black bishop · g8 black knight · h8 black rook · a7 black pawn · b7 black pawn · c7 black pawn · d7 black pawn · e7 black pawn · f7 black pawn · g7 black pawn · h7 black pawn · a2 white pawn · b2 white pawn · c2 white pawn · d2 white pawn · e2 white pawn · f2 white pawn · g2 white pawn · h2 white pawn · a1 white rook · b1 white knight · c1 white bishop · d1 white queen · e1 white king · f1 white bishop · g1 white knight · h1 white rook | a8 black rook · b8 black knight · c8 black bishop · d8 black queen · e8 black king · f8 black bishop · g8 black knight · h8 black rook · a7 black pawn · b7 black pawn · c7 black pawn · d7 black pawn · e7 black pawn · f7 black pawn · g7 black pawn · h7 black pawn · a2 white pawn · b2 white pawn · c2 white pawn · d2 white pawn · e2 white pawn · f2 white pawn · g2 white pawn · h2 white pawn · a1 white rook · b1 white knight · c1 white bishop · d1 white queen · e1 white king · f1 white bishop · g1 white knight · h1 white rook | a8 black rook · b8 black knight · c8 black bishop · d8 black queen · e8 black king · f8 black bishop · g8 black knight · h8 black rook · a7 black pawn · b7 black pawn · c7 black pawn · d7 black pawn · e7 black pawn · f7 black pawn · g7 black pawn · h7 black pawn · a2 white pawn · b2 white pawn · c2 white pawn · d2 white pawn · e2 white pawn · f2 white pawn · g2 white pawn · h2 white pawn · a1 white rook · b1 white knight · c1 white bishop · d1 white queen · e1 white king · f1 white bishop · g1 white knight · h1 white rook | a8 black rook · b8 black knight · c8 black bishop · d8 black queen · e8 black king · f8 black bishop · g8 black knight · h8 black rook · a7 black pawn · b7 black pawn · c7 black pawn · d7 black pawn · e7 black pawn · f7 black pawn · g7 black pawn · h7 black pawn · a2 white pawn · b2 white pawn · c2 white pawn · d2 white pawn · e2 white pawn · f2 white pawn · g2 white pawn · h2 white pawn · a1 white rook · b1 white knight · c1 white bishop · d1 white queen · e1 white king · f1 white bishop · g1 white knight · h1 white rook | a8 black rook · b8 black knight · c8 black bishop · d8 black queen · e8 black king · f8 black bishop · g8 black knight · h8 black rook · a7 black pawn · b7 black pawn · c7 black pawn · d7 black pawn · e7 black pawn · f7 black pawn · g7 black pawn · h7 black pawn · a2 white pawn · b2 white pawn · c2 white pawn · d2 white pawn · e2 white pawn · f2 white pawn · g2 white pawn · h2 white pawn · a1 white rook · b1 white knight · c1 white bishop · d1 white queen · e1 white king · f1 white bishop · g1 white knight · h1 white rook | a8 black rook · b8 black knight · c8 black bishop · d8 black queen · e8 black king · f8 black bishop · g8 black knight · h8 black rook · a7 black pawn · b7 black pawn · c7 black pawn · d7 black pawn · e7 black pawn · f7 black pawn · g7 black pawn · h7 black pawn · a2 white pawn · b2 white pawn · c2 white pawn · d2 white pawn · e2 white pawn · f2 white pawn · g2 white pawn · h2 white pawn · a1 white rook · b1 white knight · c1 white bishop · d1 white queen · e1 white king · f1 white bishop · g1 white knight · h1 white rook | a8 black rook · b8 black knight · c8 black bishop · d8 black queen · e8 black king · f8 black bishop · g8 black knight · h8 black rook · a7 black pawn · b7 black pawn · c7 black pawn · d7 black pawn · e7 black pawn · f7 black pawn · g7 black pawn · h7 black pawn · a2 white pawn · b2 white pawn · c2 white pawn · d2 white pawn · e2 white pawn · f2 white pawn · g2 white pawn · h2 white pawn · a1 white rook · b1 white knight · c1 white bishop · d1 white queen · e1 white king · f1 white bishop · g1 white knight · h1 white rook | a8 black rook · b8 black knight · c8 black bishop · d8 black queen · e8 black king · f8 black bishop · g8 black knight · h8 black rook · a7 black pawn · b7 black pawn · c7 black pawn · d7 black pawn · e7 black pawn · f7 black pawn · g7 black pawn · h7 black pawn · a2 white pawn · b2 white pawn · c2 white pawn · d2 white pawn · e2 white pawn · f2 white pawn · g2 white pawn · h2 white pawn · a1 white rook · b1 white knight · c1 white bishop · d1 white queen · e1 white king · f1 white bishop · g1 white knight · h1 white rook | 8 |
| 7 | a8 black rook · b8 black knight · c8 black bishop · d8 black queen · e8 black king · f8 black bishop · g8 black knight · h8 black rook · a7 black pawn · b7 black pawn · c7 black pawn · d7 black pawn · e7 black pawn · f7 black pawn · g7 black pawn · h7 black pawn · a2 white pawn · b2 white pawn · c2 white pawn · d2 white pawn · e2 white pawn · f2 white pawn · g2 white pawn · h2 white pawn · a1 white rook · b1 white knight · c1 white bishop · d1 white queen · e1 white king · f1 white bishop · g1 white knight · h1 white rook | a8 black rook · b8 black knight · c8 black bishop · d8 black queen · e8 black king · f8 black bishop · g8 black knight · h8 black rook · a7 black pawn · b7 black pawn · c7 black pawn · d7 black pawn · e7 black pawn · f7 black pawn · g7 black pawn · h7 black pawn · a2 white pawn · b2 white pawn · c2 white pawn · d2 white pawn · e2 white pawn · f2 white pawn · g2 white pawn · h2 white pawn · a1 white rook · b1 white knight · c1 white bishop · d1 white queen · e1 white king · f1 white bishop · g1 white knight · h1 white rook | a8 black rook · b8 black knight · c8 black bishop · d8 black queen · e8 black king · f8 black bishop · g8 black knight · h8 black rook · a7 black pawn · b7 black pawn · c7 black pawn · d7 black pawn · e7 black pawn · f7 black pawn · g7 black pawn · h7 black pawn · a2 white pawn · b2 white pawn · c2 white pawn · d2 white pawn · e2 white pawn · f2 white pawn · g2 white pawn · h2 white pawn · a1 white rook · b1 white knight · c1 white bishop · d1 white queen · e1 white king · f1 white bishop · g1 white knight · h1 white rook | a8 black rook · b8 black knight · c8 black bishop · d8 black queen · e8 black king · f8 black bishop · g8 black knight · h8 black rook · a7 black pawn · b7 black pawn · c7 black pawn · d7 black pawn · e7 black pawn · f7 black pawn · g7 black pawn · h7 black pawn · a2 white pawn · b2 white pawn · c2 white pawn · d2 white pawn · e2 white pawn · f2 white pawn · g2 white pawn · h2 white pawn · a1 white rook · b1 white knight · c1 white bishop · d1 white queen · e1 white king · f1 white bishop · g1 white knight · h1 white rook | a8 black rook · b8 black knight · c8 black bishop · d8 black queen · e8 black king · f8 black bishop · g8 black knight · h8 black rook · a7 black pawn · b7 black pawn · c7 black pawn · d7 black pawn · e7 black pawn · f7 black pawn · g7 black pawn · h7 black pawn · a2 white pawn · b2 white pawn · c2 white pawn · d2 white pawn · e2 white pawn · f2 white pawn · g2 white pawn · h2 white pawn · a1 white rook · b1 white knight · c1 white bishop · d1 white queen · e1 white king · f1 white bishop · g1 white knight · h1 white rook | a8 black rook · b8 black knight · c8 black bishop · d8 black queen · e8 black king · f8 black bishop · g8 black knight · h8 black rook · a7 black pawn · b7 black pawn · c7 black pawn · d7 black pawn · e7 black pawn · f7 black pawn · g7 black pawn · h7 black pawn · a2 white pawn · b2 white pawn · c2 white pawn · d2 white pawn · e2 white pawn · f2 white pawn · g2 white pawn · h2 white pawn · a1 white rook · b1 white knight · c1 white bishop · d1 white queen · e1 white king · f1 white bishop · g1 white knight · h1 white rook | a8 black rook · b8 black knight · c8 black bishop · d8 black queen · e8 black king · f8 black bishop · g8 black knight · h8 black rook · a7 black pawn · b7 black pawn · c7 black pawn · d7 black pawn · e7 black pawn · f7 black pawn · g7 black pawn · h7 black pawn · a2 white pawn · b2 white pawn · c2 white pawn · d2 white pawn · e2 white pawn · f2 white pawn · g2 white pawn · h2 white pawn · a1 white rook · b1 white knight · c1 white bishop · d1 white queen · e1 white king · f1 white bishop · g1 white knight · h1 white rook | a8 black rook · b8 black knight · c8 black bishop · d8 black queen · e8 black king · f8 black bishop · g8 black knight · h8 black rook · a7 black pawn · b7 black pawn · c7 black pawn · d7 black pawn · e7 black pawn · f7 black pawn · g7 black pawn · h7 black pawn · a2 white pawn · b2 white pawn · c2 white pawn · d2 white pawn · e2 white pawn · f2 white pawn · g2 white pawn · h2 white pawn · a1 white rook · b1 white knight · c1 white bishop · d1 white queen · e1 white king · f1 white bishop · g1 white knight · h1 white rook | 7 |
| 6 | a8 black rook · b8 black knight · c8 black bishop · d8 black queen · e8 black king · f8 black bishop · g8 black knight · h8 black rook · a7 black pawn · b7 black pawn · c7 black pawn · d7 black pawn · e7 black pawn · f7 black pawn · g7 black pawn · h7 black pawn · a2 white pawn · b2 white pawn · c2 white pawn · d2 white pawn · e2 white pawn · f2 white pawn · g2 white pawn · h2 white pawn · a1 white rook · b1 white knight · c1 white bishop · d1 white queen · e1 white king · f1 white bishop · g1 white knight · h1 white rook | a8 black rook · b8 black knight · c8 black bishop · d8 black queen · e8 black king · f8 black bishop · g8 black knight · h8 black rook · a7 black pawn · b7 black pawn · c7 black pawn · d7 black pawn · e7 black pawn · f7 black pawn · g7 black pawn · h7 black pawn · a2 white pawn · b2 white pawn · c2 white pawn · d2 white pawn · e2 white pawn · f2 white pawn · g2 white pawn · h2 white pawn · a1 white rook · b1 white knight · c1 white bishop · d1 white queen · e1 white king · f1 white bishop · g1 white knight · h1 white rook | a8 black rook · b8 black knight · c8 black bishop · d8 black queen · e8 black king · f8 black bishop · g8 black knight · h8 black rook · a7 black pawn · b7 black pawn · c7 black pawn · d7 black pawn · e7 black pawn · f7 black pawn · g7 black pawn · h7 black pawn · a2 white pawn · b2 white pawn · c2 white pawn · d2 white pawn · e2 white pawn · f2 white pawn · g2 white pawn · h2 white pawn · a1 white rook · b1 white knight · c1 white bishop · d1 white queen · e1 white king · f1 white bishop · g1 white knight · h1 white rook | a8 black rook · b8 black knight · c8 black bishop · d8 black queen · e8 black king · f8 black bishop · g8 black knight · h8 black rook · a7 black pawn · b7 black pawn · c7 black pawn · d7 black pawn · e7 black pawn · f7 black pawn · g7 black pawn · h7 black pawn · a2 white pawn · b2 white pawn · c2 white pawn · d2 white pawn · e2 white pawn · f2 white pawn · g2 white pawn · h2 white pawn · a1 white rook · b1 white knight · c1 white bishop · d1 white queen · e1 white king · f1 white bishop · g1 white knight · h1 white rook | a8 black rook · b8 black knight · c8 black bishop · d8 black queen · e8 black king · f8 black bishop · g8 black knight · h8 black rook · a7 black pawn · b7 black pawn · c7 black pawn · d7 black pawn · e7 black pawn · f7 black pawn · g7 black pawn · h7 black pawn · a2 white pawn · b2 white pawn · c2 white pawn · d2 white pawn · e2 white pawn · f2 white pawn · g2 white pawn · h2 white pawn · a1 white rook · b1 white knight · c1 white bishop · d1 white queen · e1 white king · f1 white bishop · g1 white knight · h1 white rook | a8 black rook · b8 black knight · c8 black bishop · d8 black queen · e8 black king · f8 black bishop · g8 black knight · h8 black rook · a7 black pawn · b7 black pawn · c7 black pawn · d7 black pawn · e7 black pawn · f7 black pawn · g7 black pawn · h7 black pawn · a2 white pawn · b2 white pawn · c2 white pawn · d2 white pawn · e2 white pawn · f2 white pawn · g2 white pawn · h2 white pawn · a1 white rook · b1 white knight · c1 white bishop · d1 white queen · e1 white king · f1 white bishop · g1 white knight · h1 white rook | a8 black rook · b8 black knight · c8 black bishop · d8 black queen · e8 black king · f8 black bishop · g8 black knight · h8 black rook · a7 black pawn · b7 black pawn · c7 black pawn · d7 black pawn · e7 black pawn · f7 black pawn · g7 black pawn · h7 black pawn · a2 white pawn · b2 white pawn · c2 white pawn · d2 white pawn · e2 white pawn · f2 white pawn · g2 white pawn · h2 white pawn · a1 white rook · b1 white knight · c1 white bishop · d1 white queen · e1 white king · f1 white bishop · g1 white knight · h1 white rook | a8 black rook · b8 black knight · c8 black bishop · d8 black queen · e8 black king · f8 black bishop · g8 black knight · h8 black rook · a7 black pawn · b7 black pawn · c7 black pawn · d7 black pawn · e7 black pawn · f7 black pawn · g7 black pawn · h7 black pawn · a2 white pawn · b2 white pawn · c2 white pawn · d2 white pawn · e2 white pawn · f2 white pawn · g2 white pawn · h2 white pawn · a1 white rook · b1 white knight · c1 white bishop · d1 white queen · e1 white king · f1 white bishop · g1 white knight · h1 white rook | 6 |
| 5 | a8 black rook · b8 black knight · c8 black bishop · d8 black queen · e8 black king · f8 black bishop · g8 black knight · h8 black rook · a7 black pawn · b7 black pawn · c7 black pawn · d7 black pawn · e7 black pawn · f7 black pawn · g7 black pawn · h7 black pawn · a2 white pawn · b2 white pawn · c2 white pawn · d2 white pawn · e2 white pawn · f2 white pawn · g2 white pawn · h2 white pawn · a1 white rook · b1 white knight · c1 white bishop · d1 white queen · e1 white king · f1 white bishop · g1 white knight · h1 white rook | a8 black rook · b8 black knight · c8 black bishop · d8 black queen · e8 black king · f8 black bishop · g8 black knight · h8 black rook · a7 black pawn · b7 black pawn · c7 black pawn · d7 black pawn · e7 black pawn · f7 black pawn · g7 black pawn · h7 black pawn · a2 white pawn · b2 white pawn · c2 white pawn · d2 white pawn · e2 white pawn · f2 white pawn · g2 white pawn · h2 white pawn · a1 white rook · b1 white knight · c1 white bishop · d1 white queen · e1 white king · f1 white bishop · g1 white knight · h1 white rook | a8 black rook · b8 black knight · c8 black bishop · d8 black queen · e8 black king · f8 black bishop · g8 black knight · h8 black rook · a7 black pawn · b7 black pawn · c7 black pawn · d7 black pawn · e7 black pawn · f7 black pawn · g7 black pawn · h7 black pawn · a2 white pawn · b2 white pawn · c2 white pawn · d2 white pawn · e2 white pawn · f2 white pawn · g2 white pawn · h2 white pawn · a1 white rook · b1 white knight · c1 white bishop · d1 white queen · e1 white king · f1 white bishop · g1 white knight · h1 white rook | a8 black rook · b8 black knight · c8 black bishop · d8 black queen · e8 black king · f8 black bishop · g8 black knight · h8 black rook · a7 black pawn · b7 black pawn · c7 black pawn · d7 black pawn · e7 black pawn · f7 black pawn · g7 black pawn · h7 black pawn · a2 white pawn · b2 white pawn · c2 white pawn · d2 white pawn · e2 white pawn · f2 white pawn · g2 white pawn · h2 white pawn · a1 white rook · b1 white knight · c1 white bishop · d1 white queen · e1 white king · f1 white bishop · g1 white knight · h1 white rook | a8 black rook · b8 black knight · c8 black bishop · d8 black queen · e8 black king · f8 black bishop · g8 black knight · h8 black rook · a7 black pawn · b7 black pawn · c7 black pawn · d7 black pawn · e7 black pawn · f7 black pawn · g7 black pawn · h7 black pawn · a2 white pawn · b2 white pawn · c2 white pawn · d2 white pawn · e2 white pawn · f2 white pawn · g2 white pawn · h2 white pawn · a1 white rook · b1 white knight · c1 white bishop · d1 white queen · e1 white king · f1 white bishop · g1 white knight · h1 white rook | a8 black rook · b8 black knight · c8 black bishop · d8 black queen · e8 black king · f8 black bishop · g8 black knight · h8 black rook · a7 black pawn · b7 black pawn · c7 black pawn · d7 black pawn · e7 black pawn · f7 black pawn · g7 black pawn · h7 black pawn · a2 white pawn · b2 white pawn · c2 white pawn · d2 white pawn · e2 white pawn · f2 white pawn · g2 white pawn · h2 white pawn · a1 white rook · b1 white knight · c1 white bishop · d1 white queen · e1 white king · f1 white bishop · g1 white knight · h1 white rook | a8 black rook · b8 black knight · c8 black bishop · d8 black queen · e8 black king · f8 black bishop · g8 black knight · h8 black rook · a7 black pawn · b7 black pawn · c7 black pawn · d7 black pawn · e7 black pawn · f7 black pawn · g7 black pawn · h7 black pawn · a2 white pawn · b2 white pawn · c2 white pawn · d2 white pawn · e2 white pawn · f2 white pawn · g2 white pawn · h2 white pawn · a1 white rook · b1 white knight · c1 white bishop · d1 white queen · e1 white king · f1 white bishop · g1 white knight · h1 white rook | a8 black rook · b8 black knight · c8 black bishop · d8 black queen · e8 black king · f8 black bishop · g8 black knight · h8 black rook · a7 black pawn · b7 black pawn · c7 black pawn · d7 black pawn · e7 black pawn · f7 black pawn · g7 black pawn · h7 black pawn · a2 white pawn · b2 white pawn · c2 white pawn · d2 white pawn · e2 white pawn · f2 white pawn · g2 white pawn · h2 white pawn · a1 white rook · b1 white knight · c1 white bishop · d1 white queen · e1 white king · f1 white bishop · g1 white knight · h1 white rook | 5 |
| 4 | a8 black rook · b8 black knight · c8 black bishop · d8 black queen · e8 black king · f8 black bishop · g8 black knight · h8 black rook · a7 black pawn · b7 black pawn · c7 black pawn · d7 black pawn · e7 black pawn · f7 black pawn · g7 black pawn · h7 black pawn · a2 white pawn · b2 white pawn · c2 white pawn · d2 white pawn · e2 white pawn · f2 white pawn · g2 white pawn · h2 white pawn · a1 white rook · b1 white knight · c1 white bishop · d1 white queen · e1 white king · f1 white bishop · g1 white knight · h1 white rook | a8 black rook · b8 black knight · c8 black bishop · d8 black queen · e8 black king · f8 black bishop · g8 black knight · h8 black rook · a7 black pawn · b7 black pawn · c7 black pawn · d7 black pawn · e7 black pawn · f7 black pawn · g7 black pawn · h7 black pawn · a2 white pawn · b2 white pawn · c2 white pawn · d2 white pawn · e2 white pawn · f2 white pawn · g2 white pawn · h2 white pawn · a1 white rook · b1 white knight · c1 white bishop · d1 white queen · e1 white king · f1 white bishop · g1 white knight · h1 white rook | a8 black rook · b8 black knight · c8 black bishop · d8 black queen · e8 black king · f8 black bishop · g8 black knight · h8 black rook · a7 black pawn · b7 black pawn · c7 black pawn · d7 black pawn · e7 black pawn · f7 black pawn · g7 black pawn · h7 black pawn · a2 white pawn · b2 white pawn · c2 white pawn · d2 white pawn · e2 white pawn · f2 white pawn · g2 white pawn · h2 white pawn · a1 white rook · b1 white knight · c1 white bishop · d1 white queen · e1 white king · f1 white bishop · g1 white knight · h1 white rook | a8 black rook · b8 black knight · c8 black bishop · d8 black queen · e8 black king · f8 black bishop · g8 black knight · h8 black rook · a7 black pawn · b7 black pawn · c7 black pawn · d7 black pawn · e7 black pawn · f7 black pawn · g7 black pawn · h7 black pawn · a2 white pawn · b2 white pawn · c2 white pawn · d2 white pawn · e2 white pawn · f2 white pawn · g2 white pawn · h2 white pawn · a1 white rook · b1 white knight · c1 white bishop · d1 white queen · e1 white king · f1 white bishop · g1 white knight · h1 white rook | a8 black rook · b8 black knight · c8 black bishop · d8 black queen · e8 black king · f8 black bishop · g8 black knight · h8 black rook · a7 black pawn · b7 black pawn · c7 black pawn · d7 black pawn · e7 black pawn · f7 black pawn · g7 black pawn · h7 black pawn · a2 white pawn · b2 white pawn · c2 white pawn · d2 white pawn · e2 white pawn · f2 white pawn · g2 white pawn · h2 white pawn · a1 white rook · b1 white knight · c1 white bishop · d1 white queen · e1 white king · f1 white bishop · g1 white knight · h1 white rook | a8 black rook · b8 black knight · c8 black bishop · d8 black queen · e8 black king · f8 black bishop · g8 black knight · h8 black rook · a7 black pawn · b7 black pawn · c7 black pawn · d7 black pawn · e7 black pawn · f7 black pawn · g7 black pawn · h7 black pawn · a2 white pawn · b2 white pawn · c2 white pawn · d2 white pawn · e2 white pawn · f2 white pawn · g2 white pawn · h2 white pawn · a1 white rook · b1 white knight · c1 white bishop · d1 white queen · e1 white king · f1 white bishop · g1 white knight · h1 white rook | a8 black rook · b8 black knight · c8 black bishop · d8 black queen · e8 black king · f8 black bishop · g8 black knight · h8 black rook · a7 black pawn · b7 black pawn · c7 black pawn · d7 black pawn · e7 black pawn · f7 black pawn · g7 black pawn · h7 black pawn · a2 white pawn · b2 white pawn · c2 white pawn · d2 white pawn · e2 white pawn · f2 white pawn · g2 white pawn · h2 white pawn · a1 white rook · b1 white knight · c1 white bishop · d1 white queen · e1 white king · f1 white bishop · g1 white knight · h1 white rook | a8 black rook · b8 black knight · c8 black bishop · d8 black queen · e8 black king · f8 black bishop · g8 black knight · h8 black rook · a7 black pawn · b7 black pawn · c7 black pawn · d7 black pawn · e7 black pawn · f7 black pawn · g7 black pawn · h7 black pawn · a2 white pawn · b2 white pawn · c2 white pawn · d2 white pawn · e2 white pawn · f2 white pawn · g2 white pawn · h2 white pawn · a1 white rook · b1 white knight · c1 white bishop · d1 white queen · e1 white king · f1 white bishop · g1 white knight · h1 white rook | 4 |
| 3 | a8 black rook · b8 black knight · c8 black bishop · d8 black queen · e8 black king · f8 black bishop · g8 black knight · h8 black rook · a7 black pawn · b7 black pawn · c7 black pawn · d7 black pawn · e7 black pawn · f7 black pawn · g7 black pawn · h7 black pawn · a2 white pawn · b2 white pawn · c2 white pawn · d2 white pawn · e2 white pawn · f2 white pawn · g2 white pawn · h2 white pawn · a1 white rook · b1 white knight · c1 white bishop · d1 white queen · e1 white king · f1 white bishop · g1 white knight · h1 white rook | a8 black rook · b8 black knight · c8 black bishop · d8 black queen · e8 black king · f8 black bishop · g8 black knight · h8 black rook · a7 black pawn · b7 black pawn · c7 black pawn · d7 black pawn · e7 black pawn · f7 black pawn · g7 black pawn · h7 black pawn · a2 white pawn · b2 white pawn · c2 white pawn · d2 white pawn · e2 white pawn · f2 white pawn · g2 white pawn · h2 white pawn · a1 white rook · b1 white knight · c1 white bishop · d1 white queen · e1 white king · f1 white bishop · g1 white knight · h1 white rook | a8 black rook · b8 black knight · c8 black bishop · d8 black queen · e8 black king · f8 black bishop · g8 black knight · h8 black rook · a7 black pawn · b7 black pawn · c7 black pawn · d7 black pawn · e7 black pawn · f7 black pawn · g7 black pawn · h7 black pawn · a2 white pawn · b2 white pawn · c2 white pawn · d2 white pawn · e2 white pawn · f2 white pawn · g2 white pawn · h2 white pawn · a1 white rook · b1 white knight · c1 white bishop · d1 white queen · e1 white king · f1 white bishop · g1 white knight · h1 white rook | a8 black rook · b8 black knight · c8 black bishop · d8 black queen · e8 black king · f8 black bishop · g8 black knight · h8 black rook · a7 black pawn · b7 black pawn · c7 black pawn · d7 black pawn · e7 black pawn · f7 black pawn · g7 black pawn · h7 black pawn · a2 white pawn · b2 white pawn · c2 white pawn · d2 white pawn · e2 white pawn · f2 white pawn · g2 white pawn · h2 white pawn · a1 white rook · b1 white knight · c1 white bishop · d1 white queen · e1 white king · f1 white bishop · g1 white knight · h1 white rook | a8 black rook · b8 black knight · c8 black bishop · d8 black queen · e8 black king · f8 black bishop · g8 black knight · h8 black rook · a7 black pawn · b7 black pawn · c7 black pawn · d7 black pawn · e7 black pawn · f7 black pawn · g7 black pawn · h7 black pawn · a2 white pawn · b2 white pawn · c2 white pawn · d2 white pawn · e2 white pawn · f2 white pawn · g2 white pawn · h2 white pawn · a1 white rook · b1 white knight · c1 white bishop · d1 white queen · e1 white king · f1 white bishop · g1 white knight · h1 white rook | a8 black rook · b8 black knight · c8 black bishop · d8 black queen · e8 black king · f8 black bishop · g8 black knight · h8 black rook · a7 black pawn · b7 black pawn · c7 black pawn · d7 black pawn · e7 black pawn · f7 black pawn · g7 black pawn · h7 black pawn · a2 white pawn · b2 white pawn · c2 white pawn · d2 white pawn · e2 white pawn · f2 white pawn · g2 white pawn · h2 white pawn · a1 white rook · b1 white knight · c1 white bishop · d1 white queen · e1 white king · f1 white bishop · g1 white knight · h1 white rook | a8 black rook · b8 black knight · c8 black bishop · d8 black queen · e8 black king · f8 black bishop · g8 black knight · h8 black rook · a7 black pawn · b7 black pawn · c7 black pawn · d7 black pawn · e7 black pawn · f7 black pawn · g7 black pawn · h7 black pawn · a2 white pawn · b2 white pawn · c2 white pawn · d2 white pawn · e2 white pawn · f2 white pawn · g2 white pawn · h2 white pawn · a1 white rook · b1 white knight · c1 white bishop · d1 white queen · e1 white king · f1 white bishop · g1 white knight · h1 white rook | a8 black rook · b8 black knight · c8 black bishop · d8 black queen · e8 black king · f8 black bishop · g8 black knight · h8 black rook · a7 black pawn · b7 black pawn · c7 black pawn · d7 black pawn · e7 black pawn · f7 black pawn · g7 black pawn · h7 black pawn · a2 white pawn · b2 white pawn · c2 white pawn · d2 white pawn · e2 white pawn · f2 white pawn · g2 white pawn · h2 white pawn · a1 white rook · b1 white knight · c1 white bishop · d1 white queen · e1 white king · f1 white bishop · g1 white knight · h1 white rook | 3 |
| 2 | a8 black rook · b8 black knight · c8 black bishop · d8 black queen · e8 black king · f8 black bishop · g8 black knight · h8 black rook · a7 black pawn · b7 black pawn · c7 black pawn · d7 black pawn · e7 black pawn · f7 black pawn · g7 black pawn · h7 black pawn · a2 white pawn · b2 white pawn · c2 white pawn · d2 white pawn · e2 white pawn · f2 white pawn · g2 white pawn · h2 white pawn · a1 white rook · b1 white knight · c1 white bishop · d1 white queen · e1 white king · f1 white bishop · g1 white knight · h1 white rook | a8 black rook · b8 black knight · c8 black bishop · d8 black queen · e8 black king · f8 black bishop · g8 black knight · h8 black rook · a7 black pawn · b7 black pawn · c7 black pawn · d7 black pawn · e7 black pawn · f7 black pawn · g7 black pawn · h7 black pawn · a2 white pawn · b2 white pawn · c2 white pawn · d2 white pawn · e2 white pawn · f2 white pawn · g2 white pawn · h2 white pawn · a1 white rook · b1 white knight · c1 white bishop · d1 white queen · e1 white king · f1 white bishop · g1 white knight · h1 white rook | a8 black rook · b8 black knight · c8 black bishop · d8 black queen · e8 black king · f8 black bishop · g8 black knight · h8 black rook · a7 black pawn · b7 black pawn · c7 black pawn · d7 black pawn · e7 black pawn · f7 black pawn · g7 black pawn · h7 black pawn · a2 white pawn · b2 white pawn · c2 white pawn · d2 white pawn · e2 white pawn · f2 white pawn · g2 white pawn · h2 white pawn · a1 white rook · b1 white knight · c1 white bishop · d1 white queen · e1 white king · f1 white bishop · g1 white knight · h1 white rook | a8 black rook · b8 black knight · c8 black bishop · d8 black queen · e8 black king · f8 black bishop · g8 black knight · h8 black rook · a7 black pawn · b7 black pawn · c7 black pawn · d7 black pawn · e7 black pawn · f7 black pawn · g7 black pawn · h7 black pawn · a2 white pawn · b2 white pawn · c2 white pawn · d2 white pawn · e2 white pawn · f2 white pawn · g2 white pawn · h2 white pawn · a1 white rook · b1 white knight · c1 white bishop · d1 white queen · e1 white king · f1 white bishop · g1 white knight · h1 white rook | a8 black rook · b8 black knight · c8 black bishop · d8 black queen · e8 black king · f8 black bishop · g8 black knight · h8 black rook · a7 black pawn · b7 black pawn · c7 black pawn · d7 black pawn · e7 black pawn · f7 black pawn · g7 black pawn · h7 black pawn · a2 white pawn · b2 white pawn · c2 white pawn · d2 white pawn · e2 white pawn · f2 white pawn · g2 white pawn · h2 white pawn · a1 white rook · b1 white knight · c1 white bishop · d1 white queen · e1 white king · f1 white bishop · g1 white knight · h1 white rook | a8 black rook · b8 black knight · c8 black bishop · d8 black queen · e8 black king · f8 black bishop · g8 black knight · h8 black rook · a7 black pawn · b7 black pawn · c7 black pawn · d7 black pawn · e7 black pawn · f7 black pawn · g7 black pawn · h7 black pawn · a2 white pawn · b2 white pawn · c2 white pawn · d2 white pawn · e2 white pawn · f2 white pawn · g2 white pawn · h2 white pawn · a1 white rook · b1 white knight · c1 white bishop · d1 white queen · e1 white king · f1 white bishop · g1 white knight · h1 white rook | a8 black rook · b8 black knight · c8 black bishop · d8 black queen · e8 black king · f8 black bishop · g8 black knight · h8 black rook · a7 black pawn · b7 black pawn · c7 black pawn · d7 black pawn · e7 black pawn · f7 black pawn · g7 black pawn · h7 black pawn · a2 white pawn · b2 white pawn · c2 white pawn · d2 white pawn · e2 white pawn · f2 white pawn · g2 white pawn · h2 white pawn · a1 white rook · b1 white knight · c1 white bishop · d1 white queen · e1 white king · f1 white bishop · g1 white knight · h1 white rook | a8 black rook · b8 black knight · c8 black bishop · d8 black queen · e8 black king · f8 black bishop · g8 black knight · h8 black rook · a7 black pawn · b7 black pawn · c7 black pawn · d7 black pawn · e7 black pawn · f7 black pawn · g7 black pawn · h7 black pawn · a2 white pawn · b2 white pawn · c2 white pawn · d2 white pawn · e2 white pawn · f2 white pawn · g2 white pawn · h2 white pawn · a1 white rook · b1 white knight · c1 white bishop · d1 white queen · e1 white king · f1 white bishop · g1 white knight · h1 white rook | 2 |
| 1 | a8 black rook · b8 black knight · c8 black bishop · d8 black queen · e8 black king · f8 black bishop · g8 black knight · h8 black rook · a7 black pawn · b7 black pawn · c7 black pawn · d7 black pawn · e7 black pawn · f7 black pawn · g7 black pawn · h7 black pawn · a2 white pawn · b2 white pawn · c2 white pawn · d2 white pawn · e2 white pawn · f2 white pawn · g2 white pawn · h2 white pawn · a1 white rook · b1 white knight · c1 white bishop · d1 white queen · e1 white king · f1 white bishop · g1 white knight · h1 white rook | a8 black rook · b8 black knight · c8 black bishop · d8 black queen · e8 black king · f8 black bishop · g8 black knight · h8 black rook · a7 black pawn · b7 black pawn · c7 black pawn · d7 black pawn · e7 black pawn · f7 black pawn · g7 black pawn · h7 black pawn · a2 white pawn · b2 white pawn · c2 white pawn · d2 white pawn · e2 white pawn · f2 white pawn · g2 white pawn · h2 white pawn · a1 white rook · b1 white knight · c1 white bishop · d1 white queen · e1 white king · f1 white bishop · g1 white knight · h1 white rook | a8 black rook · b8 black knight · c8 black bishop · d8 black queen · e8 black king · f8 black bishop · g8 black knight · h8 black rook · a7 black pawn · b7 black pawn · c7 black pawn · d7 black pawn · e7 black pawn · f7 black pawn · g7 black pawn · h7 black pawn · a2 white pawn · b2 white pawn · c2 white pawn · d2 white pawn · e2 white pawn · f2 white pawn · g2 white pawn · h2 white pawn · a1 white rook · b1 white knight · c1 white bishop · d1 white queen · e1 white king · f1 white bishop · g1 white knight · h1 white rook | a8 black rook · b8 black knight · c8 black bishop · d8 black queen · e8 black king · f8 black bishop · g8 black knight · h8 black rook · a7 black pawn · b7 black pawn · c7 black pawn · d7 black pawn · e7 black pawn · f7 black pawn · g7 black pawn · h7 black pawn · a2 white pawn · b2 white pawn · c2 white pawn · d2 white pawn · e2 white pawn · f2 white pawn · g2 white pawn · h2 white pawn · a1 white rook · b1 white knight · c1 white bishop · d1 white queen · e1 white king · f1 white bishop · g1 white knight · h1 white rook | a8 black rook · b8 black knight · c8 black bishop · d8 black queen · e8 black king · f8 black bishop · g8 black knight · h8 black rook · a7 black pawn · b7 black pawn · c7 black pawn · d7 black pawn · e7 black pawn · f7 black pawn · g7 black pawn · h7 black pawn · a2 white pawn · b2 white pawn · c2 white pawn · d2 white pawn · e2 white pawn · f2 white pawn · g2 white pawn · h2 white pawn · a1 white rook · b1 white knight · c1 white bishop · d1 white queen · e1 white king · f1 white bishop · g1 white knight · h1 white rook | a8 black rook · b8 black knight · c8 black bishop · d8 black queen · e8 black king · f8 black bishop · g8 black knight · h8 black rook · a7 black pawn · b7 black pawn · c7 black pawn · d7 black pawn · e7 black pawn · f7 black pawn · g7 black pawn · h7 black pawn · a2 white pawn · b2 white pawn · c2 white pawn · d2 white pawn · e2 white pawn · f2 white pawn · g2 white pawn · h2 white pawn · a1 white rook · b1 white knight · c1 white bishop · d1 white queen · e1 white king · f1 white bishop · g1 white knight · h1 white rook | a8 black rook · b8 black knight · c8 black bishop · d8 black queen · e8 black king · f8 black bishop · g8 black knight · h8 black rook · a7 black pawn · b7 black pawn · c7 black pawn · d7 black pawn · e7 black pawn · f7 black pawn · g7 black pawn · h7 black pawn · a2 white pawn · b2 white pawn · c2 white pawn · d2 white pawn · e2 white pawn · f2 white pawn · g2 white pawn · h2 white pawn · a1 white rook · b1 white knight · c1 white bishop · d1 white queen · e1 white king · f1 white bishop · g1 white knight · h1 white rook | a8 black rook · b8 black knight · c8 black bishop · d8 black queen · e8 black king · f8 black bishop · g8 black knight · h8 black rook · a7 black pawn · b7 black pawn · c7 black pawn · d7 black pawn · e7 black pawn · f7 black pawn · g7 black pawn · h7 black pawn · a2 white pawn · b2 white pawn · c2 white pawn · d2 white pawn · e2 white pawn · f2 white pawn · g2 white pawn · h2 white pawn · a1 white rook · b1 white knight · c1 white bishop · d1 white queen · e1 white king · f1 white bishop · g1 white knight · h1 white rook | 1 |
|   | a | b | c | d | e | f | g | h |   |

체스는 가로 8개와 세로 8개, 총 64개의 정사각형으로 이루어진 체스보드에서 이루어진다. 체스보드 위의 64개의 정사각형들은 흰색과 검은색이 번갈아가며 칠해져 있으며, 영/미식 체커보드와 매우 유사하다. 체스보드에 칠해져 있는 색이 항상 흰색과 검은색은 아니지만 언제나 서로 확실히 구분되는 밝은 색 하나와 어두운 색 하나로 이루어져 있다. 이때, 밝은 색 칸들은 "백색", "밝은색", 또는 "옅은색"으로 불리며 어두운 색 칸들은"검은색", "어두운색" 등으로 불린다. 각각의 선수들은 16개의 백색 또는 흑색기물을 갖고 시작한다. 체스를 두는 사람의 가장 오른쪽 아래에 위치한 정사각형이 흰색이 되도록 보드를 배치하여야 한다. 체스보드에서 "열"은 파일이라고 불리며 a부터h의 알파벳이 붙여지고 "행"은 랭크라고 불리며 1-8까지의 숫자를 붙인다.
각 선수는 16개의 기물을 갖고 시작한다:
| 기물 | 킹 | 퀸 | 룩 | 비숍 | 나이트 | 폰 |
| ---- | -- | -- | -- | ---- | ------ | -- |
| 개수 | 1  | 1  | 2  | 2    | 2      | 8  |
| 기호 |    |    |    |      |        |    |

경기를 시작하기 전에, 기물들을 위의 "체스의 시작 포지션"그림에 나온대로 배치하여야 한다. 각 선수는 킹과 퀸을 각각 1개씩, 룩, 나이트, 비숍을 각각 2개씩, 폰은 8개씩 가지고 시작한다. 하나의 말은 하나의 칸에 들어가며, 배열하는 방법은 다음과 같다.
- 룩은 각 선수를 기준으로 체스보드의 가장 오른쪽과 왼쪽 아래 즉, 양쪽 귀퉁이에 해당하는 칸에 놓여진다.
- 나이트는 룩 바로 옆에, 룩과 같은 랭크에 놓여진다.
- 비숍은 나이트 바로 옆에, 같은 랭크에 놓여진다.
- 퀸은 비어있는 두 중앙 칸 중 자기 자신과 같은 색의 칸에 놓인다. 즉, 백색 퀸은 백색 칸에 위치하고 흑색 퀸은 흑색 칸에 위치하게 된다.
- 킹은 퀸 옆에 비어있는 공간에 들어간다. 킹과 퀸을 알맞게 배치하였다면 킹들끼리 서로 마주보고 있게 된다.
- 폰들은 8개 모두 각 선수를 기준으로 두번째 랭크에 배치한다. 자신의 다른 기물을 앞에는 반드시 1개의 폰이 위치하게 된다.

체스를 처음 배우는 사람들이 체스의 초기 기물 배치를 쉽게 기억하기 위해서 "퀸은 자기 자신의 색깔에"나 "오른쪽에 흰색이라는 표현들은 사용하기도 한다.(Schiller 2003, 16–17쪽)

## 경기 진행
흰색 기물을 사용하는 선수를 "백"이라고 하며 검은색 기물을 사용하는 선수를 "흑"이라고 부른다. 언제나 백이 첫수를 두게 되며 이후에는 흑과 백이 번갈아가며 한 수씩 둔다. 자신의 차례가 되면 반드시 기물을 움직여야 한다. 기물을 움직이는 것으로 인해서 자신이 더 불리해지더라도 반드시 기물을 움직여야 한다. 경기는 한쪽 선수가 체크메이트를 당하거나 한 선수가 기권하거나 무승부 판정이 나기 전까지 진행된다. 또한, 경기에 시간제한이 있는 경우에 자신의 시간을  다 사용하여 시간이 남지 않게 되면 그 선수는 자동으로 패배하게 된다.
체스의 공식 규정에는 어느 선수가 백이고 어느 선수가 흑인지 결정하는 방법에 대한 규정은 없다. 이는 각 토너먼트 유형마다 각기 다른 규칙에 의해서 공평하게 정해진다. (예: 스위스 토너먼트, 리그전등) 공식 경기나 경쟁을 위한 대국이 아니라 즐기기 위한 가벼운 게임인 경우 서로 상호간의 합의에 의해서 편이 정해질 수도 있고, 랜덤하게 정하는 경우도 있다. 자주 사용되는 방법에는 한 선수가 자신의 두 주먹안에 서로 다른 색의 폰을 감춰두고 상대에게 한쪽을 고르게 하는 것이다. 상대는 자신이 고른 주먹 안에 있던 폰의 색깔의 기물로 경기를 진행하거나 가위바위보, 또는 동전 뒤집기를 통해 색을 결정하는 방법이 있다.

### 기본 행마법
서로 다른 기물은 서로 다른 행마법을 가진다. 기물들은 상대의 기물을 잡기 위한 경우를 제외하고 비어있는 칸으로의 이동을 원칙으로 한다. 캐슬링을 하는 경우나 나이트의 경우를 제외하고는 기물들은 절대 서로를 넘어다닐 수 없다. 한 기물이 자신을 공격하는 상대의 기물에 의해서 체스보드 밖으로 보내지고 그 빈자리에 공격하는 상대의 기물이 위치한 경우 이 기물은 "잡힌" 것이다.(앙파상이 유일한 예외이다. 앙파상의 경우 공격하는 폰이 잡힌 폰이 있던 자리에 위치하지 않는다.) 한번 잡힌 기물은 경기가 종료될 때까지 영원히 보드 위에서 제거된다. 킹은 체크를 당하거나 체크메이트를 당할 수는 있지만 잡힐 수는 없다.
- 킹 상하좌우, 대각선 방향으로 각각 1칸씩만 움직일 수 있다. 1 1경기마다 각 선수는 단 1번 "캐슬링"이라는 특별 행마를 할 수 있다.
- 룩 상하좌우 방향으로 기물이 없는 칸에 한해서 칸수의 제한 없이 움직일 수 있다. 룩은 캐슬링을 할 때 따라 움직인다.
- 비숍 대각선 방향으로 기물이 없는 칸에 한해서 칸수의 제한 없이 움직일 수 있다.
- 퀸 상하좌우, 대각선 방향으로 기물이 없는 칸에 한해서 칸수의 제한 없이 움직일 수 있다.
- 나이트 현재 위치한 칸으로부터 같은 랭크, 파일, 대각에 위치하지 않은 칸들 중에서 현재 위치와 가장 가까운 칸으로 이동한다. (수직 방향으로 한칸 움직인 후 수평 방향으로 두칸 움직이거나 수직 방향으로 두칸 움직인 후 수평 방향으로 한칸 움직이는 것으로, 이는 L자 모양으로 움직인다고 생각하면 이해하기 쉽다.) 나이트는 유일하게 다른 기물을 넘어다닐 수 있다.
- 폰 체스의 기물 중 가장 복잡한 행마법을 가지고 있다.
  - 폰은 행마법과 기물을 잡는 법이 다른 유일한 기물이다.
  - 바로 앞의 칸이 비어 있다면 앞으로 한 칸 전진할 수 있다.(바로 앞에 상대의 기물이 있어도 잡을 수 없다.)
  - 경기중 단 한번도 움직이지 않은 폰은 바로 앞의 두칸이 비어 있을 때 두칸 전진할 수 있다.(한칸만 전진해도 된다.) 폰은 대각선 방향으로 바로 앞에 위치한 기물을 잡을 수 있다.(대각선 방향으로 바로 앞에 위치한 칸이 비어 있더라도 그곳으로 전진할 수 없다.)
  - 폰은 앞쪽으로만 움직이며 절대 뒤쪽으로 행마하지 않는다.
  - 폰은 앙파상과 프로모션 두가지의 특별 행마법을 가진다.(Schiller 2003, 17–19쪽).

### 캐슬링
캐슬링은 특별 행마 중에서도 킹의 특별 행마이며, 룩과 킹을 한 수에 움직이는 것이다. 캐슬링을 할 때, 먼저 킹을 룩쪽으로 두칸 움직인 후, 룩을 킹을 기준으로 바로 옆, 안쪽으로 옮긴다. 이때, 반드시 킹부터 움직여야 하며 킹을 두 칸 움직인 후 룩을 움직일 수 있다. 킹과 룩을 동시에 움직이거나 룩부터 움직이는 것은 허용되지 않는다. 캐슬링은 다음의 모든 조건을 충족시킬 때만 이루어질 수 있다.
- 캐슬링의 대상이 되는 킹과 룩은 캐슬링하는 시점 전에 움직인 적이 없어야 하며 다시 제자리로 돌아왔다고 하더라도 움직인 경우에는 캐슬링을 할 수 없다.
- 킹과 룩 사이에는 기물이 없어야 한다.
- 킹이 체크인 상태에서는 캐슬링을 할 수 없다. 킹이 캐슬링을 하기 위해 지나가는 칸들 중 상대 기물에 의해서 공격받는 칸이 있어서는 안된다. 또한, 킹이 최종 위치에서 공격받게 되면 안된다.(그러나 룩은 공격받고 있는 칸을 지나갈 수 있으며 최종 위치에서 공격받고 있어도 무방하다.)
- 킹과 룩은 같은 랭크 위에 있어야 한다.(Schiller 2003, 19쪽).[3]

### 앙파상
백 폰이 2번째 랭크에서 4번째 랭크로 두칸 전진했을 때 바로 옆 파일의 4번째 랭크에 흑색 폰이 존재한다면 그 흑색 폰은 앙파상 규칙을 이용하여 전진한 백색 폰을 잡을 수 있다. 마찬가지로 흑의 폰이 두칸 전진했을 때 바로 옆 파일의 5번째 랭크에 백색 폰이 존재한다면 앙파상 규칙으로 흑색 폰을 잡을 수 있다. 앙파상 규칙으로 상대의 폰을 잡을 때는 그 폰을 체스보드에서 제거한 후 상대의 폰이 있던 자리에 자신의 폰을 놓는 것이 아니다. 대신, 상대의 폰이 한칸 전진했었더라면 있었을 자리로 움직이면 된다. 앙파상 규칙은 상대방이 폰을 두칸 전진시킨 직후에만 적용될 수 있다. 오른쪽 그림의 예시에서는 백색 폰이 a2에서a4로 두칸 전진했다. 이 예시에서 b4에 위치한 흑색 폰은 앙파상으로 백색 폰을 잡을 수 있다. 흑색 폰은 백색 폰을 잡으며 a3로 이동한다.

### 프로모션
폰을 8번째 랭크까지 전진시키면 그 폰은 프로모션을 하게 된다. 그 폰은 자신과 같은 색의 퀸, 룩, 비숍 또는 나이트로 바꿀 수 있다. 일반적으로 가장 강력한 기물인 퀸으로 프로모션을 한다. 그러나 때에 따라서 스테일메이트를 피하기 위해서 룩으로 프로모션을 하거나 상대의 킹을 공격하기 위해서 나이트로 프로모션을 진행하는 경우도 있다. 프로모션의 대상이 되는 기물은 자신이 전에 잡혔던 기물만 가능한 것이 아니며 퀸, 룩, 비숍, 나이트 중에서 아무거나 선택해도 무방하다. 따라서 이론적으로만 보았을 때 모든 폰이 프로모션 되었다면 한 선수가 동시에 9개의 퀸이나 10개의 룩을 가지고 있는 것도 가능하다. 프로모션은 폰이 8번째 랭크로 전진하는 순간 이루어진다. 만약 프로모션된 폰을 나타낼 기물이 부족하다면, 심판에게 필요한 기물을 줄 것을 요구해야 한다. (Schiller 2003, 17–19쪽).

### 체크
|   | a                                                                                   | b                                                                                   | c                                                                                   | d                                                                                   | e                                                                                   | f                                                                                   | g                                                                                   | h                                                                                   |   |
| 8 | d6 black king · f6 black bishop · h5 black knight · f3 white king · g3 white bishop | d6 black king · f6 black bishop · h5 black knight · f3 white king · g3 white bishop | d6 black king · f6 black bishop · h5 black knight · f3 white king · g3 white bishop | d6 black king · f6 black bishop · h5 black knight · f3 white king · g3 white bishop | d6 black king · f6 black bishop · h5 black knight · f3 white king · g3 white bishop | d6 black king · f6 black bishop · h5 black knight · f3 white king · g3 white bishop | d6 black king · f6 black bishop · h5 black knight · f3 white king · g3 white bishop | d6 black king · f6 black bishop · h5 black knight · f3 white king · g3 white bishop | 8 |
| 7 | d6 black king · f6 black bishop · h5 black knight · f3 white king · g3 white bishop | d6 black king · f6 black bishop · h5 black knight · f3 white king · g3 white bishop | d6 black king · f6 black bishop · h5 black knight · f3 white king · g3 white bishop | d6 black king · f6 black bishop · h5 black knight · f3 white king · g3 white bishop | d6 black king · f6 black bishop · h5 black knight · f3 white king · g3 white bishop | d6 black king · f6 black bishop · h5 black knight · f3 white king · g3 white bishop | d6 black king · f6 black bishop · h5 black knight · f3 white king · g3 white bishop | d6 black king · f6 black bishop · h5 black knight · f3 white king · g3 white bishop | 7 |
| 6 | d6 black king · f6 black bishop · h5 black knight · f3 white king · g3 white bishop | d6 black king · f6 black bishop · h5 black knight · f3 white king · g3 white bishop | d6 black king · f6 black bishop · h5 black knight · f3 white king · g3 white bishop | d6 black king · f6 black bishop · h5 black knight · f3 white king · g3 white bishop | d6 black king · f6 black bishop · h5 black knight · f3 white king · g3 white bishop | d6 black king · f6 black bishop · h5 black knight · f3 white king · g3 white bishop | d6 black king · f6 black bishop · h5 black knight · f3 white king · g3 white bishop | d6 black king · f6 black bishop · h5 black knight · f3 white king · g3 white bishop | 6 |
| 5 | d6 black king · f6 black bishop · h5 black knight · f3 white king · g3 white bishop | d6 black king · f6 black bishop · h5 black knight · f3 white king · g3 white bishop | d6 black king · f6 black bishop · h5 black knight · f3 white king · g3 white bishop | d6 black king · f6 black bishop · h5 black knight · f3 white king · g3 white bishop | d6 black king · f6 black bishop · h5 black knight · f3 white king · g3 white bishop | d6 black king · f6 black bishop · h5 black knight · f3 white king · g3 white bishop | d6 black king · f6 black bishop · h5 black knight · f3 white king · g3 white bishop | d6 black king · f6 black bishop · h5 black knight · f3 white king · g3 white bishop | 5 |
| 4 | d6 black king · f6 black bishop · h5 black knight · f3 white king · g3 white bishop | d6 black king · f6 black bishop · h5 black knight · f3 white king · g3 white bishop | d6 black king · f6 black bishop · h5 black knight · f3 white king · g3 white bishop | d6 black king · f6 black bishop · h5 black knight · f3 white king · g3 white bishop | d6 black king · f6 black bishop · h5 black knight · f3 white king · g3 white bishop | d6 black king · f6 black bishop · h5 black knight · f3 white king · g3 white bishop | d6 black king · f6 black bishop · h5 black knight · f3 white king · g3 white bishop | d6 black king · f6 black bishop · h5 black knight · f3 white king · g3 white bishop | 4 |
| 3 | d6 black king · f6 black bishop · h5 black knight · f3 white king · g3 white bishop | d6 black king · f6 black bishop · h5 black knight · f3 white king · g3 white bishop | d6 black king · f6 black bishop · h5 black knight · f3 white king · g3 white bishop | d6 black king · f6 black bishop · h5 black knight · f3 white king · g3 white bishop | d6 black king · f6 black bishop · h5 black knight · f3 white king · g3 white bishop | d6 black king · f6 black bishop · h5 black knight · f3 white king · g3 white bishop | d6 black king · f6 black bishop · h5 black knight · f3 white king · g3 white bishop | d6 black king · f6 black bishop · h5 black knight · f3 white king · g3 white bishop | 3 |
| 2 | d6 black king · f6 black bishop · h5 black knight · f3 white king · g3 white bishop | d6 black king · f6 black bishop · h5 black knight · f3 white king · g3 white bishop | d6 black king · f6 black bishop · h5 black knight · f3 white king · g3 white bishop | d6 black king · f6 black bishop · h5 black knight · f3 white king · g3 white bishop | d6 black king · f6 black bishop · h5 black knight · f3 white king · g3 white bishop | d6 black king · f6 black bishop · h5 black knight · f3 white king · g3 white bishop | d6 black king · f6 black bishop · h5 black knight · f3 white king · g3 white bishop | d6 black king · f6 black bishop · h5 black knight · f3 white king · g3 white bishop | 2 |
| 1 | d6 black king · f6 black bishop · h5 black knight · f3 white king · g3 white bishop | d6 black king · f6 black bishop · h5 black knight · f3 white king · g3 white bishop | d6 black king · f6 black bishop · h5 black knight · f3 white king · g3 white bishop | d6 black king · f6 black bishop · h5 black knight · f3 white king · g3 white bishop | d6 black king · f6 black bishop · h5 black knight · f3 white king · g3 white bishop | d6 black king · f6 black bishop · h5 black knight · f3 white king · g3 white bishop | d6 black king · f6 black bishop · h5 black knight · f3 white king · g3 white bishop | d6 black king · f6 black bishop · h5 black knight · f3 white king · g3 white bishop | 1 |
|   | a                                                                                   | b                                                                                   | c                                                                                   | d                                                                                   | e                                                                                   | f                                                                                   | g                                                                                   | h                                                                                   |   |

자신의 킹이 상대의 기물 한개 이상에 의해 공격받고 있을 때 그 상태를 "체크"라고 한다. 만약 움직이면 자신의 킹으로 체크에 노출시켜 핀되어 있는 기물도 상대방의 킹에 대해서 체크를 할 수 있다.
자신의 킹을 체크에 노출시키는 수는 절대 둘 수 없다. 자신이 체크 당했을 때 체크를 피하는 방법은 세가지가 있다.
- 공격받지 않는 곳으로 자신의 킹으로 움직인다.
- 공격하는 상대방의 기물을 잡는다.
- 공격하는 기물과 자신의 킹 사이에 자신의 다른 기물을 놓는다. (단, 상대가 나이트로 체크를 당했을 경우에는 사용할 수 없는 방법이다.(Just & Burg 2003, 27쪽), (Polgar & Truong 2005, 32, 103쪽), (Burgess 2009, 550쪽).

만약 체크를 막거나 피할 수 없는 상황이 된다면 자신은 체크메이트당한 것이며 경기는 체크메이트를 당한 선수의 패배로 끝난다.
공식경기가 아닌 경우에는 관례적으로 상대방의 킹을 공격할 때 "체크"라고 말해주어야 한다. 그러나 공식 경기에서 상대방의 킹을 공격할 때 체크라고 말하는 경우는 거의 없다.(Just & Burg 2003, 28쪽).

## 경기 종료

### 체크메이트
|   | a | b | c | d | e | f | g | h |   |
| 8 | e8 black king · h5 black rook · f2 white pawn · g2 white pawn · f1 white rook · g1 white king · h1 black queen | e8 black king · h5 black rook · f2 white pawn · g2 white pawn · f1 white rook · g1 white king · h1 black queen | e8 black king · h5 black rook · f2 white pawn · g2 white pawn · f1 white rook · g1 white king · h1 black queen | e8 black king · h5 black rook · f2 white pawn · g2 white pawn · f1 white rook · g1 white king · h1 black queen | e8 black king · h5 black rook · f2 white pawn · g2 white pawn · f1 white rook · g1 white king · h1 black queen | e8 black king · h5 black rook · f2 white pawn · g2 white pawn · f1 white rook · g1 white king · h1 black queen | e8 black king · h5 black rook · f2 white pawn · g2 white pawn · f1 white rook · g1 white king · h1 black queen | e8 black king · h5 black rook · f2 white pawn · g2 white pawn · f1 white rook · g1 white king · h1 black queen | 8 |
| 7 | e8 black king · h5 black rook · f2 white pawn · g2 white pawn · f1 white rook · g1 white king · h1 black queen | e8 black king · h5 black rook · f2 white pawn · g2 white pawn · f1 white rook · g1 white king · h1 black queen | e8 black king · h5 black rook · f2 white pawn · g2 white pawn · f1 white rook · g1 white king · h1 black queen | e8 black king · h5 black rook · f2 white pawn · g2 white pawn · f1 white rook · g1 white king · h1 black queen | e8 black king · h5 black rook · f2 white pawn · g2 white pawn · f1 white rook · g1 white king · h1 black queen | e8 black king · h5 black rook · f2 white pawn · g2 white pawn · f1 white rook · g1 white king · h1 black queen | e8 black king · h5 black rook · f2 white pawn · g2 white pawn · f1 white rook · g1 white king · h1 black queen | e8 black king · h5 black rook · f2 white pawn · g2 white pawn · f1 white rook · g1 white king · h1 black queen | 7 |
| 6 | e8 black king · h5 black rook · f2 white pawn · g2 white pawn · f1 white rook · g1 white king · h1 black queen | e8 black king · h5 black rook · f2 white pawn · g2 white pawn · f1 white rook · g1 white king · h1 black queen | e8 black king · h5 black rook · f2 white pawn · g2 white pawn · f1 white rook · g1 white king · h1 black queen | e8 black king · h5 black rook · f2 white pawn · g2 white pawn · f1 white rook · g1 white king · h1 black queen | e8 black king · h5 black rook · f2 white pawn · g2 white pawn · f1 white rook · g1 white king · h1 black queen | e8 black king · h5 black rook · f2 white pawn · g2 white pawn · f1 white rook · g1 white king · h1 black queen | e8 black king · h5 black rook · f2 white pawn · g2 white pawn · f1 white rook · g1 white king · h1 black queen | e8 black king · h5 black rook · f2 white pawn · g2 white pawn · f1 white rook · g1 white king · h1 black queen | 6 |
| 5 | e8 black king · h5 black rook · f2 white pawn · g2 white pawn · f1 white rook · g1 white king · h1 black queen | e8 black king · h5 black rook · f2 white pawn · g2 white pawn · f1 white rook · g1 white king · h1 black queen | e8 black king · h5 black rook · f2 white pawn · g2 white pawn · f1 white rook · g1 white king · h1 black queen | e8 black king · h5 black rook · f2 white pawn · g2 white pawn · f1 white rook · g1 white king · h1 black queen | e8 black king · h5 black rook · f2 white pawn · g2 white pawn · f1 white rook · g1 white king · h1 black queen | e8 black king · h5 black rook · f2 white pawn · g2 white pawn · f1 white rook · g1 white king · h1 black queen | e8 black king · h5 black rook · f2 white pawn · g2 white pawn · f1 white rook · g1 white king · h1 black queen | e8 black king · h5 black rook · f2 white pawn · g2 white pawn · f1 white rook · g1 white king · h1 black queen | 5 |
| 4 | e8 black king · h5 black rook · f2 white pawn · g2 white pawn · f1 white rook · g1 white king · h1 black queen | e8 black king · h5 black rook · f2 white pawn · g2 white pawn · f1 white rook · g1 white king · h1 black queen | e8 black king · h5 black rook · f2 white pawn · g2 white pawn · f1 white rook · g1 white king · h1 black queen | e8 black king · h5 black rook · f2 white pawn · g2 white pawn · f1 white rook · g1 white king · h1 black queen | e8 black king · h5 black rook · f2 white pawn · g2 white pawn · f1 white rook · g1 white king · h1 black queen | e8 black king · h5 black rook · f2 white pawn · g2 white pawn · f1 white rook · g1 white king · h1 black queen | e8 black king · h5 black rook · f2 white pawn · g2 white pawn · f1 white rook · g1 white king · h1 black queen | e8 black king · h5 black rook · f2 white pawn · g2 white pawn · f1 white rook · g1 white king · h1 black queen | 4 |
| 3 | e8 black king · h5 black rook · f2 white pawn · g2 white pawn · f1 white rook · g1 white king · h1 black queen | e8 black king · h5 black rook · f2 white pawn · g2 white pawn · f1 white rook · g1 white king · h1 black queen | e8 black king · h5 black rook · f2 white pawn · g2 white pawn · f1 white rook · g1 white king · h1 black queen | e8 black king · h5 black rook · f2 white pawn · g2 white pawn · f1 white rook · g1 white king · h1 black queen | e8 black king · h5 black rook · f2 white pawn · g2 white pawn · f1 white rook · g1 white king · h1 black queen | e8 black king · h5 black rook · f2 white pawn · g2 white pawn · f1 white rook · g1 white king · h1 black queen | e8 black king · h5 black rook · f2 white pawn · g2 white pawn · f1 white rook · g1 white king · h1 black queen | e8 black king · h5 black rook · f2 white pawn · g2 white pawn · f1 white rook · g1 white king · h1 black queen | 3 |
| 2 | e8 black king · h5 black rook · f2 white pawn · g2 white pawn · f1 white rook · g1 white king · h1 black queen | e8 black king · h5 black rook · f2 white pawn · g2 white pawn · f1 white rook · g1 white king · h1 black queen | e8 black king · h5 black rook · f2 white pawn · g2 white pawn · f1 white rook · g1 white king · h1 black queen | e8 black king · h5 black rook · f2 white pawn · g2 white pawn · f1 white rook · g1 white king · h1 black queen | e8 black king · h5 black rook · f2 white pawn · g2 white pawn · f1 white rook · g1 white king · h1 black queen | e8 black king · h5 black rook · f2 white pawn · g2 white pawn · f1 white rook · g1 white king · h1 black queen | e8 black king · h5 black rook · f2 white pawn · g2 white pawn · f1 white rook · g1 white king · h1 black queen | e8 black king · h5 black rook · f2 white pawn · g2 white pawn · f1 white rook · g1 white king · h1 black queen | 2 |
| 1 | e8 black king · h5 black rook · f2 white pawn · g2 white pawn · f1 white rook · g1 white king · h1 black queen | e8 black king · h5 black rook · f2 white pawn · g2 white pawn · f1 white rook · g1 white king · h1 black queen | e8 black king · h5 black rook · f2 white pawn · g2 white pawn · f1 white rook · g1 white king · h1 black queen | e8 black king · h5 black rook · f2 white pawn · g2 white pawn · f1 white rook · g1 white king · h1 black queen | e8 black king · h5 black rook · f2 white pawn · g2 white pawn · f1 white rook · g1 white king · h1 black queen | e8 black king · h5 black rook · f2 white pawn · g2 white pawn · f1 white rook · g1 white king · h1 black queen | e8 black king · h5 black rook · f2 white pawn · g2 white pawn · f1 white rook · g1 white king · h1 black queen | e8 black king · h5 black rook · f2 white pawn · g2 white pawn · f1 white rook · g1 white king · h1 black queen | 1 |
|   | a | b | c | d | e | f | g | h |   |

킹이 상대의 기물에 의해 체크를 당하고 있고, 어떠한 방법으로도 체크를 피할 수 없을 때, 그 기물은 체크메이트 당했다고 한다. 체크메이트가 발생하면 경기는 체크메이트를 당한 사람의 패배로 종료된다.(Schiller 2003, 20–21쪽). 경기 종료가 체크메이트 또는 무승부/기권 등으로 이루어지기 때문에 다른 기물들과 달리 킹은 체스보드 밖으로 나오거나 다른 기물에 의해서 잡히지 않는다.(Burgess 2009, 502쪽).
오른쪽의 그림은 백이 체크메이트된 상황의 예시이다. 백의 킹은 흑의 퀸에 의해 공격받고 있다. 킹 주변에 비어있는 곳은 h2밖에 없는데 h2도 공격받고 있으므로 h2로 피하는 것은 불가능하다. 흑 퀸이 백 킹 바로 앞에서 공격을 하고 있기 때문에 공격하는 기물과 공격 당하는 킹 사이에 자신의 다른 기물을 놓아 체크를 막는 것도 불가하다. 마지막으로, 백 킹이 흑 퀸을 잡게 되면 흑색 룩에 의해 체크당하게 되므로 킹으로 공격하는 기물을 잡는 것도 불가능하다.

### 기권
양측 모두 경기의 어떤 시점에서든지 기권을 선언할 수 있다. 기권했을 경우 경기는 바로 종료되며, 기권한 사람의 패배가 된다. 일반적으로 자신이 이길 수 없거나 이길 가능성이 매우 희박하다고 생각할 때 기권을 선언한다. 기권을 선언할 때는 기권한다고 말을 하거나 기보에 기권한 것을 적으면 된다. 기보에 적을 때는 (1)영어로 기권한다는 뜻의"resigns"라고 적는다, (2) 경기 결과에 동그라미를 친다, (3) 흑이 기권했을 경우 "1-0", 백이 기권했을 경우 "0-1"이라고 적는다.(Schiller 2003, 21쪽). 자신의 킹을 넘어뜨리는 것도 기권을 뜻하지만 자주 사용되지 않는 방법이다.심판을 부르기 위해서 양측 시계를 멈추기도 하기 때문에 양측 선수의 시계를 멈추는 것은 기권의 뜻이 아니다. 악수를 권유하는 것은 기권과 함께 많이 이루어지는데 이는 기권의 뜻이라고 할 수 없다. 상대 선수가 악수의 의미를 기권이 아닌 무승부 요청으로 받아들일 수도 있기 때문이다.(Just & Burg 2003, 29쪽).

### 무승부
|   | a                                                                | b                                                                | c                                                                | d                                                                | e                                                                | f                                                                | g                                                                | h                                                                |   |
| 8 | c8 black king · d5 white queen · e5 white bishop · e3 white king | c8 black king · d5 white queen · e5 white bishop · e3 white king | c8 black king · d5 white queen · e5 white bishop · e3 white king | c8 black king · d5 white queen · e5 white bishop · e3 white king | c8 black king · d5 white queen · e5 white bishop · e3 white king | c8 black king · d5 white queen · e5 white bishop · e3 white king | c8 black king · d5 white queen · e5 white bishop · e3 white king | c8 black king · d5 white queen · e5 white bishop · e3 white king | 8 |
| 7 | c8 black king · d5 white queen · e5 white bishop · e3 white king | c8 black king · d5 white queen · e5 white bishop · e3 white king | c8 black king · d5 white queen · e5 white bishop · e3 white king | c8 black king · d5 white queen · e5 white bishop · e3 white king | c8 black king · d5 white queen · e5 white bishop · e3 white king | c8 black king · d5 white queen · e5 white bishop · e3 white king | c8 black king · d5 white queen · e5 white bishop · e3 white king | c8 black king · d5 white queen · e5 white bishop · e3 white king | 7 |
| 6 | c8 black king · d5 white queen · e5 white bishop · e3 white king | c8 black king · d5 white queen · e5 white bishop · e3 white king | c8 black king · d5 white queen · e5 white bishop · e3 white king | c8 black king · d5 white queen · e5 white bishop · e3 white king | c8 black king · d5 white queen · e5 white bishop · e3 white king | c8 black king · d5 white queen · e5 white bishop · e3 white king | c8 black king · d5 white queen · e5 white bishop · e3 white king | c8 black king · d5 white queen · e5 white bishop · e3 white king | 6 |
| 5 | c8 black king · d5 white queen · e5 white bishop · e3 white king | c8 black king · d5 white queen · e5 white bishop · e3 white king | c8 black king · d5 white queen · e5 white bishop · e3 white king | c8 black king · d5 white queen · e5 white bishop · e3 white king | c8 black king · d5 white queen · e5 white bishop · e3 white king | c8 black king · d5 white queen · e5 white bishop · e3 white king | c8 black king · d5 white queen · e5 white bishop · e3 white king | c8 black king · d5 white queen · e5 white bishop · e3 white king | 5 |
| 4 | c8 black king · d5 white queen · e5 white bishop · e3 white king | c8 black king · d5 white queen · e5 white bishop · e3 white king | c8 black king · d5 white queen · e5 white bishop · e3 white king | c8 black king · d5 white queen · e5 white bishop · e3 white king | c8 black king · d5 white queen · e5 white bishop · e3 white king | c8 black king · d5 white queen · e5 white bishop · e3 white king | c8 black king · d5 white queen · e5 white bishop · e3 white king | c8 black king · d5 white queen · e5 white bishop · e3 white king | 4 |
| 3 | c8 black king · d5 white queen · e5 white bishop · e3 white king | c8 black king · d5 white queen · e5 white bishop · e3 white king | c8 black king · d5 white queen · e5 white bishop · e3 white king | c8 black king · d5 white queen · e5 white bishop · e3 white king | c8 black king · d5 white queen · e5 white bishop · e3 white king | c8 black king · d5 white queen · e5 white bishop · e3 white king | c8 black king · d5 white queen · e5 white bishop · e3 white king | c8 black king · d5 white queen · e5 white bishop · e3 white king | 3 |
| 2 | c8 black king · d5 white queen · e5 white bishop · e3 white king | c8 black king · d5 white queen · e5 white bishop · e3 white king | c8 black king · d5 white queen · e5 white bishop · e3 white king | c8 black king · d5 white queen · e5 white bishop · e3 white king | c8 black king · d5 white queen · e5 white bishop · e3 white king | c8 black king · d5 white queen · e5 white bishop · e3 white king | c8 black king · d5 white queen · e5 white bishop · e3 white king | c8 black king · d5 white queen · e5 white bishop · e3 white king | 2 |
| 1 | c8 black king · d5 white queen · e5 white bishop · e3 white king | c8 black king · d5 white queen · e5 white bishop · e3 white king | c8 black king · d5 white queen · e5 white bishop · e3 white king | c8 black king · d5 white queen · e5 white bishop · e3 white king | c8 black king · d5 white queen · e5 white bishop · e3 white king | c8 black king · d5 white queen · e5 white bishop · e3 white king | c8 black king · d5 white queen · e5 white bishop · e3 white king | c8 black king · d5 white queen · e5 white bishop · e3 white king | 1 |
|   | a                                                                | b                                                                | c                                                                | d                                                                | e                                                                | f                                                                | g                                                                | h                                                                |   |

다음과 같은 상황이 일어나면 게임은 무승부로 끝나게 된다.
- 움직일 차례인 사람에게 합법적인 수가 한개도 없을 때 무승부가 되며 이런 상황을 스테일메이트라고 한다. 오른쪽의 그림은 이런 상황의 예시이다.
- 양측 모두 상대방을 체크메이트 할 수 없는 상황에 놓였을 때 무승부가 된다. 이런 형태의 무승부를 기물 부족에 의한 무승부라고 한다.
  - 양측 모두 킹만 남은 경우;
  - 한 사람은 킹만 남고 다른 사람은 킹과 비숍 1개만 남은 경우;
  - 한 사람은 킹만 남고 다른 사람은 킹과 나이트 1개만 남은 경우;
  - 양측 모두 킹과 비숍만 남았는데 양측의 비숍이 같은 색의 칸 위에 놓여 있는 경우[6]
- 한 선수가 무승부를 제안했을 때 상대가 그 제안을 받아들여 양측 모두 무승부에 합의한 경우
- 50수 규칙: 대국자가 그의 기록지에 쓰고 그가 두려는 수가 폰의 전진이나 기물의 포획 없이 50수가 지나게 됨을 선언할때, 또는 지난 50수동안 폰의 전진이나 기물의 포획이 없었음을 선언할 때 무승부가 된다.
- 3회 동형반복: 체스판 위에서 각 선수의 차례, 마지막으로 둔 수, 캐슬링이나 앙파상등 수를 둘 권리가 같은 상태, 같은 포지션이 3회 반복된 경우 무승부가 된다.(Schiller 2003, 21, 26–28쪽)

한때 한 선수가 상대방을 계속해서 영원히 체크하거나 그럴 수 있는 상황에서 상대를 계속 체크 할 것이라고 선언하면 무승부가 되었었다. 그러나 이 규칙은 더 이상 적용되지 않는다. 한 선수가 계속해서 상대방을 체크할 경우 3회 동형반복이나 50수 규칙에 의해서 결국 무승부가 되기 때문이다. 일반적으로 이런 상황에 다다르면 선수들은 무승부에 합의하기 때문에 경기는 무승부로 끝이 난다.(Staunton 1847, 21–22쪽), (Reinfeld 1954, 175쪽).

### 타임 컨트롤
시간제한이 주어진 대국에 대해서 "타임 컨트롤"이 적용되었다고 한다. 일반적으로 시간제한이 있을 경우 자신에게 주어진 시간을 모두 사용하면 자동으로 경기에서 패배하게 된다. 그러나 자신의 시간을 모두 사용했음에도 불구하고 상대방이 자신을 체크메이트 할 수 없는 상황이었다면 무승부가 된다. 체스에서 타임 컨트롤을 하는 방법은 다양하다. 각 선수마다 경기 전체에 대한 시간을 할당받을 수도 있고, 몇 수마다 시간을 할당받을 수도 있다. 마지막으로 경우에 따라서 한 수를 둘때마다 몇초씩 시간을 더 주기도 한다. 예를 들어 2021년 세계 체스 선수권 대회에서는 처음 40수에 대하여 각각 120분, 다음 20수에 대하여 각각 60분씩, 그 이후의 모든 수에 대하여 각각 15분+30초씩(나머지 모든 수에 대해서 개인당 15분의 시간이 주어지며 한번 수를 둘 때마다 개인 시간이 30초 추가됨) 주어진다.

## 대회 규정
이 항목 아래에 나오는 규정들은 사람들끼리 면대면으로 직접 만나서 공식적인 대국을 할 때 사용되는 규정들이다. 온라인 체스, 블리츠, 컴퓨터 체스 등에는 적용되지 않는 경우도 많다. 선수들은 경기 도중 외부에서 어떠한 정보(컴퓨터, 노트, 조언 등을 통한 정보)도 얻을 수 없다. 다른 체스판에서 경기 분석을 하는 것도 허용되지 않는다. 스코어시트는 경기에 대한 사실(특정 시점에서의 시간이나 무승부 제의)만을 기록할 수 있다. 심판의 허락 없이 경기장을 떠날 수 없다.(Schiller 2003, 30–31쪽).
체스 경기에서는 높은 수준의 예절과 도덕이 요구된다. 경기 시작 전과 후에는 상대와 악수를 해야 한다. 일반적으로 경기 도중에는 무승부를 제의하거나, 기권을 하거나, 규칙 위반에 대해여 지적을 하는 경우 이외에는 말을 하면 안된다. 상대를 어떤 방법으로도 방해하거나 귀찮게 해서는 안되며 무승부를 계속해서 과하게 제의하는 것도 이에 해당된다.(Schiller 2003, 30–31, 49–52쪽).

### 기물을 옮기는 방법
기물을 옮길 때에는 반드시 한손으로 동작을 수행해야 한다. 기물을 체스보드에 놓은 후 다시 손을 떼었을 경우 그 수가 합법적인 수라면 다시 그 수를 되돌리거나 바꿀 수 없다. 캐슬링을 할 때도 마찬가지로 한 손만을 이용하여 킹을 옮긴 후 룩을 같은 손으로 또 옮겨야 한다.(Schiller 2003, 19–20쪽). 프로모션의 경우, 폰을 8번째 랭크로 전진시킨 후 바로 프로모션을 진행해야 한다. 폰을 움직인 후, 선수는 체스보드 위에 있지 않은 모든 기물을 만져도 된다. 프로모션은 폰이 있던 자리에 대신 다른 기물이 놓일 때까지 끝나지 않는다.(Just & Burg 2003, 18, 22쪽).

### 터치-무브 규칙
정식 경기에서는 선수가 자신의 기물을 움직일 의도를 가지고 만졌을 경우 반드시 그 기물로 수를 두어야 한다. 그 기물을 잡은 손이 그 기물을 놓지 않는 이상 어떤 곳에도 그 기물을 두어도 상관없다.(단, 해당 기물의 행마법과 기타 규칙에 맞게 움직일 경우) 자신의 기물을 특정 위치에 내려놓은 후 손을 뗀 다음에는 그 수를 수정할 수 없다. 만약 상대의 기물을 만졌을 경우 그 기물을 잡을 수 있는 경우에는 반드시 잡아야 한다. 만약 자신이 손댄 기물을 규칙에 맞게 움직일 수 있는 방법이 없으면 그 기물을 만진 것에 대한 불이익은 없다.(Schiller 2003, 19–20쪽).
캐슬링을 할 경우, 반드시 킹부터 움직여야 한다. 룩을 먼저 이동 시킬 경우 룩이 캐슬링의 의도가 아닐수도 있다. 하지만 킹은 주위로 2칸 이상 갈 수 없으니 캐슬링의 의도가 성립된다. 킹과 룩을 동시에 잡았을 경우 그 룩과 킹으로 캐슬링을 실행하는 것이 가능하다면 캐슬링을 해야한다. 킹을 먼저 룩 쪽으로 두칸 움직인 경우, 그쪽의 룩을 반드시 킹 옆으로 옮겨 캐슬링을 마쳐야 한다. 만약 캐슬링을 시도했으나 의도한 쪽으로의 캐슬링이 규칙에 어긋나는 것이었다면 킹으로 다른 가능한 수를 두어야 한다. (반대쪽 방향으로의 캐슬링도 가능하다.)(Schiller 2003, 20쪽). 하지만 미국의 체스 협회 (USCF)에서는 룩부터 만진 경우에도 캐슬링의 의도가 있었으면 캐슬링을 허용한다. 그러나 캐슬링이 규칙에 어긋나는 경우에는 터치-무브 규칙은 룩에게 적용된다.(Just & Burg 2003, 23쪽)
폰을 8번째 랭크로 움직이고 손을 뗀 후에는 그 폰으로 반드시 프로모션을 진행해야 한다. 그 수는 퀸, 룩, 비숍, 나이트 중 선택한 프로모션 기물이 폰에 있던 자리에 놓이기 전까지는 완료된 것이 아니다.
만약 기물을 움직이는 것이 아니라 단순히 기물을 조금 더 바르게 정렬하고 싶을 경우에는 그 기물을 옮길 의사가 없음을 "J'adoube"라고 말해서 상대에게 먼저 알려야 한다. 대국이 시작된 후, 자신의 차례인 선수만 기물을 만지거나 옮길 권리가 있다.(Schiller 2003, 19–20쪽).

### 시간 관리

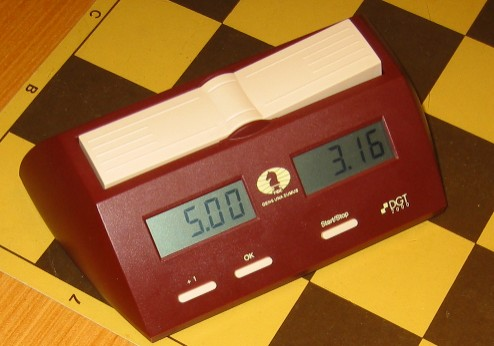
디지털 체스 시계의 사진. 각 선수의 시간이 표시되며 버튼을 누를 때마다 자신의 시간은 멈추고 상대의 시간이 가기 시작한다.

토너먼트 경기는 일반적으로 타임 컨트롤이라고 불리는 시간제한 안에서 이루어진다. 각 선수는 자신에게 주어진 시간 안에 수를 두어야 하며, 자신의 시간을 모두 사용한 경우 패배하게 된다. 타임 컨트롤의 유형은 여러 가지로 몇 수에 대해 각각 시간을 따로 설정하는 방법과 경기 전체에 대하여 일정한 시간을 부여하는 방법 등 다양한 방법이 있다. 또한, 매번 수를 둘 때마다 각 선수에게 몇초의 짧은 시간을 주는 경우도 있다. 이때, 시계에 따라서 자신의 시간에 시간이 추가되는 경우도 있고, 상대방의 시계가 멈춘 후 자신의 시계가 가기 전에 추가시간만큼 잠시 시계가 멈추는 경우도 있다.(Schiller 2003, 21–24쪽). 시간 관리에 관한 자세한 규칙은 다음과 같다.
- A 선수가 B 선수를 체크메이트 했을 경우 A 선수는 남은 시간과 관계없이 자동으로 승리한다.
- A 선수가 자신의 시간이 남아있는 상황에서 B 선수의 시간이 끝났다는 사실을 알리고, 그 시점에서 경기가 계속되었다면 A 선수가 B 선수를 이길 가능성이 있을 경우에는 A 선수가 승리한다.
- B 선수의 시간이 끝났어도 A 선수에게 B 선수를 체크메이트 할 "가능성"이 없다면 대국은 무승부로 끝난다.(Schiller 2003, 28쪽).

미국 체스 협회 (USCF)의 규칙의 위에 명시된 세계 체스 연맹 (FIDE)의 규칙과는 조금 다르다. USCF규칙 14E 에 따르면 "시간초과로 승리하기에 기물이 부족한 경우"는 킹, 킹과 나이트, 킹과 비숍, 킹과 두개의 나이트(상대는 폰이 없는 상태)를 말한다. 이는 체크메이트가 가능하기 위한 조건이 아니라 강제할 수 있는 조건이다. 따라서 FIDE는 시간 초과로 승리할 조건을 상대방을 체크메이트 할 가능성으로 판단하지만 USCF에서는 남은 기물로 체크메이트를 강제할 수 있는지를 기준으로 판단한다.en:Monika Soćko#Rules appeal in 2008과 en:Women's World Chess Championship 2008에서 이런 규칙의 유명한 적용 사례를 볼 수 있다.
- 한 선수의 시간이 모두 사용된 상태에서 그 선수가 상대의 시간도 끝났다는 것을 지적하면(즉, 양측 모두의 시간이 끝나있으면):
  - 서든데스 타임 컨트롤이 사용되고 있지 않다면, 게임은 다음 타임 컨트롤 기간으로 넘어가서 계속된다.(Schiller 2003, 23쪽).
  - 서든 데스 타임 컨트롤이 사용되고 있었던 상황에서 먼저 시간이 끝난 선수가 누구인지 알 수 있다면 그 사람이 패배한 것이다. 만약 먼저 시간이 끝난 사람을 가려낼 수 없다면 게임은 무승부로 끝난다.(Schiller 2003, 29쪽).

상대가 만약 체크메이트와 같은 일반적인 방법으로 이기는 것이 아니라 시간초과로 승리를 하려고 한다고 생각되며 자신의 남은 시간이 2분 미만이고 서든 데스 타임 컨트롤이 적용되고 있다면 시계를 멈추고 심판에게 무승부를 주장할 수 있다. 심판은 무승부를 선언할 수도 있고, 결정을 미루고 상대에게 2분의 시간을 추가로 줄 수 있다.(Schiller 2003, 21–24, 29쪽).

### 체스 기보

체스의 기보법은 체스를 둘 때 수를 기록하는 방법이다. 공식 경기에서는 50수 규칙의 적용, 3회 동형반복, 규칙에 어긋나는 행마, 시간초과 등과 관련된 분쟁을 해결하기 위해서 각 선수가 체스 기보를 적는 것을 의무화하고 있다. 체스 기보법에는 크게 대수기보법, 설명기보법, ICCF숫자 기보법 등이 있는데 현재는 거의 대수기보법만 쓰이고 있다. 기존에는 설명기보법을 사용했으나 FIDE는 1981년부터 설명기보법을 인정하지 않고 있다.</ref>Descriptive notation

대수기보법에서는 체스보드의 각 칸은 모두 다른 이름이 있다. 가로, 즉 행은 랭크라고 불리며 랭크마다 1부터 8까지의 숫자가 붙어 있으며 세로, 즉 열은 파일이라고 불리며 'a부터 h까지의 알파벳이 붙어 있다. 숫자는 백을 기준으로 아래에서부터 위로 1, 2, 3...8의 순서로 붙여지며 알파벳은 백의 퀸사이드부터 시작해서 오른쪽으로 붙여진다. 각 랭크와 파일의 이름은 절대적이기 때문에 흑의 입장에서는 아래서부터 위로 8, 7, 6...1의 순서로 랭크 이름이 붙으며 알파벳은 오른쪽에서 왼쪽으로 붙는다. 특정 칸의 이름을 붙일 때에는 파일부터 읽고 그 후에 랭크를 읽는다. 예를 들어 백 입장에서 가장 오른쪽 아래에 위치한 흰 칸의 이름은  h1이 된다. 또한, 백 킹은 e1에서 시작하며 b8에 위치한 흑의 나이트는 a6나 c6로 움직일 수 있다고 말한다. 자신의 기물의 움직임을 기록할 때는 그 기물을 상징하는 알파벳을(킹:K, 퀸:Q, 비숍:B, 나이트:N, 룩:R) 먼저 쓰고, 그 후에 도착한 칸의 이름을 적으면 된다. 폰을 상징하는 알파벳을 따로 없으며 폰을 움직인 경우에는 폰이 도착한 칸의 이름만 쓰면 된다. 체크는 "+", 체크메이트는 "#"로 표시한다. 양측 선수들은 무승부 제의를 "="로 표시해야 한다. 만약 남은 시간이 5분 미만일 경우에는 반드시 기록을 할 의무가 없다. 단. 수를 둘 때마다 30초의 추가시간이 주어지는 경우에는 반드시 기보를 적어야 한다. 심판은 언제나 기보를 볼 수 있어야 한다.(Schiller 2003, 25–26쪽).

## 규칙에 어긋난 경우

### 규칙에 어긋난 행마
규칙에 어긋나는 행마를 하였거나 수를 둔 선수는 그 수를 되돌리고 다시 규칙에 맞는 수를 두어야 한다. 이때, 터치-무브 규칙에 의해서 불법 행마를 한 기물을 사용해서 새로운 수를 두어야 한다. 만약 행마를 한 기물을 합법적으로 다시 두는 방법이 없다면 다른 기물을 움직여도 좋다. 규칙에 어긋난 행마가 캐슬링인 경우, 터치 무브 규칙은 룩이 아닌 킹에게 적용되며, 따라서 킹으로 가능한 다른 수를 두어야 한다. 만약 잘못된 행마를 한 후 나중에 발견이 되었다면 심판은 증거에 따라 시계의 시간을 되돌려야 한다. 이런 규칙들은 국가별로 조금씩 다른 경우도 있다.

### 규칙에 어긋난 포지션
게임 도중 게임의 시작 포지션이 규칙에 어긋나 있었다는 사실이 발견되면 게임은 재시작된다. 기물의 배치가 아니라 체스보드가 잘못 놓인 경우, 체스보드를 올바른 방향으로 돌리고 기물들을 그 위에 원래 있던 포지션에서 재배치한다. 양측 선수의 색이 뒤바뀐 채로 게임이 시작한 경우에는 심판이 다른 결정을 내리지 않는 이상 경기는 계속 진행한다.(Schiller 2003, 24쪽). 몇몇 국가들에서는 다른 규칙을 사용하기도 한다. 자신이 만약 실수로 기물을 넘어뜨린 경우, 그 기물을 원래 자리에 올바르게 다시 세우는 것은 자신의 몫이며, 자신의 시간 내에 해야 한다. 전에 불법적인 수를 두었었다는 것이 추후에 발견되거나 기물들이 올바르지 않은 위치에 놓인 것이 나중에 발견된 경우, 그 잘못된 수가 두어지기 전으로 게임을 되돌린다. 만약 바로 전의 정확한 포지션을 복원할 수 없다면 복원할 수 있는 올바른 포지션 중 가장 최근 상태로 복원한다.(Schiller 2003, 24–25쪽).

## 장비

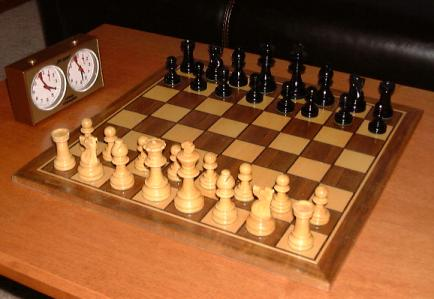
경기를 위해 기물이 모두 초기 포지션으로 셋팅되어 있는 모습. 한쪽에는 아날로그 체스 시계가 있다.

체스보드 안의 각 정사각형이다. 정사각형의 한 변의 길이는 킹의 지름의 1.25배에서 1.3배정도가 적당하다.(약 50~65 mm) 한 변이 57 mm인 체스보드가 가장 많이 쓰인다.(2+1⁄4 인치) 어두운 칸과 밝은 칸은 분명히 구분되어야 하며 실제 색과 관계없이 "흑"과 "백"이라고 불린다. 킹의 높이는 약 85에서 105 mm (3.35–4.13 인치) 정도가 되어야 한다. 일반적으로 선수들은 95에서 102 mm (3+3⁄4–4 인치)의 높이의 킹을 선호한다. 킹의 밑면 지름은 높이의 약 40~50%정도가 적당한다. 나머지 기물들의 높이는 킹의 높이에 따라 적절한 비율로 정해진다.(Just & Burg 2003, 225–27쪽).

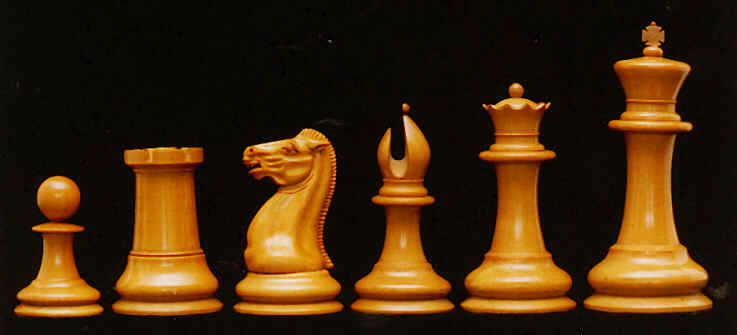
1849년에 만들어진 스톤턴 체스 세트. 왼쪽부터 폰, 룩, 나이트, 비숍, 퀸, 킹이다.

스톤턴 체스 세트 디자인이 표준이며 현재 가장 많이 쓰이는 체스 세트 디자인이다. 대부분 플라스틱이나 나무로 만들어진다. 일반적으로 검은색과 흰색을 사용하지만 짙은 색의 경우, 진한 갈색, 붉은색 등이 사용되기도 하며 옅은 색의 경우 옅은 갈색이 사용되기도 한다. 하지만 실제 색과 관계없이 "백"과 "흑"이라고 불린다.

## 역사
체스의 규칙은 6세기 인도에서 처음 시작된 체스와 유사한 게임에서부터 시작해 몇백년 동안 계속해서 발전해 왔다. 현대적인 체스 규칙은 13세기 이탈리아에서 처음 만들어졌다. 이때, 전까지 움직임이 제한적이었던 기물들(퀸과 비숍)에 대하여 더 넓은 범위의 행마가 가능해졌다. 이와 같은 현대적인 규칙은 15세기~16세기 초에 이르러서 널리 사용되고 인정되기 시작했다.(Ruch 2004). 킹, 룩, 나이트의 행마법은 바뀌지 않았다. 폰의 경우 첫번째로 움직일 때 두 칸 전진할 수 있다는 규칙과 8번째 랭크에 도달했을 때 프로모션을 하는 규칙은 원래 없었다. 퀸은 전에는 "fers" 또는 farzin이라고 불렸다. 당시 퀸은 모든 방향의 대각선으로 한 칸씩만 움직일 수 있으며 첫 수에만 모든 방향으로 두 칸 움직일 수 있었다. 페르시아에서는 비숍이 "fil" 또는 "alfil", 이라고 불렸으며 대각선을 따라 한 칸 또는 두 칸 움직일 수 있었다. 아랍에서는 비숍이 대각선 방향으로 두 칸씩 다른 기물을 넘어서 행마할 수 있었다.(Davidson 1981, 13쪽). 중세시대에는 폰을 퀸으로만 프로모션할 수 있었다.(당시 퀸은 폰을 제외한 기물들 중 가장 약한 기물이었다.)(Davidson 1981, 59–61쪽).

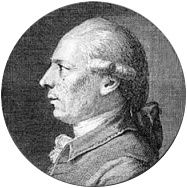
필리도어(Philidor)

13세기에서 17세기 사이에 체스의 규칙에 큰 변화가 있었다. 승리의 조건이 체크메이트가 되었고, 상대의 기물을 모두 잡아서 승리하는 것은 불가능해졌다. 스테일메이트가 생겼고, 그 내용이 몇 번 바뀌어 지금의 규칙이 되었다. 폰들은 첫 수에 두 칸 전진할 수 있다는 규칙이 생겼고, 따라서 자연스럽게 앙파상 규칙도 생겼다. 왕과 룩 사이에 캐슬링이라는 특수 행마가 생겼다. 1475년에서 1500년 사이에 비숍도 현재의 행마법을 가지게 되어 더 강력한 기물이 되었다. 이런 모든 변화들이 다 받아들여지면서 체스는 현대적인 규칙을 갖게 되었다.
폰 프로모션의 규칙은 몇 번에 걸쳐 변화해 왔다. 처음에는 가장 약한 기물이었던 퀸으로만 프로모션을 할 수 있었다. 그러나 퀸의 행마법이 바뀌고 가장 강력한 기물이 되면서 프로모션의 범위가 퀸, 나이트, 비숍, 룩으로 확대되었다. 18세기에는 이미 상대에 의해서 잡힌 기물로만 프로모션을 할 수 있었다. 19세기에 이르러 이런 제한이 없어졌고, 한 선수가 두 개 이상의 퀸을 갖고 있는 것이 가능해졌다.
무승부에 대한 두가지 새로운 규칙이 제정되었고, 지금의 형태를 취하기까지 변화해 왔다.
- 3회 동형반복규칙이 생겼다. 한때는 무승부가 성립하기 위해서는 6회의 동형반복이 필요한 때도 있었다.
- 50수 규칙도 나중에 추가된 무승부 관련 규칙이다. 무승부를 하기 위해서 필요한 수는 24, 60, 70, 75등 다양했었고, 20세기의 한때는 50수 규칙이 특정한 엔드게임에 대하여 100수로 확장되었었다.

또한 체스 토너먼트 등이 열리고 다양한 자세한 규칙들이 추가되었다. 그 예로는 (1)터치-무브 규칙과 이에 따른 "j'adobe"규칙; (2) 백이 첫수를 둔다.(in 1889); (3) 체스보드의 방향; (4) 규칙 위반에 대한 처리 규정; (5) 몇 수 둘 동안 킹이 체크인 상태에 놓여있었을 경우에 대한 규칙; (6) 관객과 대국자의 태도에 관한 규칙 등이 있다. 또한, 스턴톤 체스 세트가 1849년에 만들어졌고 표준으로 채택되었다. 체스 기물의 크기와 체스보드의 크기가 규격화되었다.(Hooper & Whyld 1992, 220–21, laws, history of쪽).

## 같이 보기
- 체스
- 체스판
- 대국 시계
- 체스 기물
- 봉수 (게임)
- 캐슬링
- 체크 (체스)
- 외통수
- 50수 규칙
- 영원한 체크
- 프로모션 (체스)
- 스테일메이트
- 동형반복
- 터치무브 규칙

## 추가 문헌
- Golombek, Harry, 편집. (1976), 《The Laws of Chess and their Interpretations》, Pitman, ISBN 0-273-00119-1
- Golombek, Harry (1977), 《Golombek's Encyclopedia of Chess》, Crown Publishing, ISBN 0-517-53146-1
- Harkness, Kenneth (1970), 《Official Chess Rulebook》, McKay, ISBN 0-679-13028-4